# Club Deportivo Elá Nguema
Il Club Deportivo Sony Elá Nguema è una società calcistica equatoguineana fondata nel 1976 a Malabo. Milita nella massima serie equatoguineana.
È la società più titolata della Guinea Equatoriale, avendo vinto 13 titoli nazionali.
Ha vinto anche 7 coppe equatoguineane.

## Rosa attuale
| N. |                               | Ruolo | Calciatore       |
| -- | ----------------------------- | ----- | ---------------- |
| 1  | Guinea Equatoriale (bandiera) | P     | Felipe Ovono     |
| 2  | Guinea Equatoriale (bandiera) | D     | Sebastián Nguema |
| 3  | Guinea Equatoriale (bandiera) | C     | Ernesto Nguema   |
| 4  | Guinea Equatoriale (bandiera) | D     | Martín Nva       |
| 7  | Guinea Equatoriale (bandiera) | D     | Alfonso Mitogo   |
| 8  | Camerun (bandiera)            | C     | Serge Mbang      |
| 10 | Guinea Equatoriale (bandiera) | A     | Papu (capitano)  |
| 11 | Guinea Equatoriale (bandiera) | A     | Emetrio Elo      |
| 12 | Guinea Equatoriale (bandiera) | A     | Viera Ellong     |
| 13 | Guinea Equatoriale (bandiera) | D     | José Ondo        |
| 14 | Guinea Equatoriale (bandiera) | D     | Miguel Nsue      |

| N. |                               | Ruolo | Calciatore           |
| -- | ----------------------------- | ----- | -------------------- |
| 15 | Guinea Equatoriale (bandiera) | D     | Leoncio Mba          |
| 16 | Guinea Equatoriale (bandiera) | D     | Gabriel Nguema       |
| 17 | Guinea Equatoriale (bandiera) | A     | Emeka                |
| 18 | Guinea Equatoriale (bandiera) | D     | Fortunato Nguema     |
| 19 | Guinea Equatoriale (bandiera) | D     | Manuel Obiang        |
| 21 | Guinea Equatoriale (bandiera) | D     | Fortunato Esono      |
| 22 | Guinea Equatoriale (bandiera) | D     | Santiago Elá Bengomo |
| 23 | Guinea Equatoriale (bandiera) | A     | Ibrahim Touré        |
| 25 | Camerun (bandiera)            | D     | Franck Ntonga        |
| 30 | Costa d'Avorio (bandiera)     | P     | Cissé Kamosoko       |

## Palmarès

### Competizioni nazionali
- Campionato equatoguineano di calcio: 15 titoli (1984, 1985, 1986, 1987, 1988, 1989, 1990, 1991, 1998, 2000, 2002, 2009, 2011, 2012, 2014)

- Coppa della Guinea Equatoriale: 7

1980, 1984, 1982, 1983, 1992, 1997, 2004

### Altri piazzamenti
- Coppa della Guinea Equatoriale:

Finalista: 2002